# Helen Dorn
Helen Dorn è una serie televisiva tedesca trasmessa dall'8 marzo 2014 sul canale ZDF.
La serie è composta da una stagione di 14 episodi in formato di film TV.
In Italia, la serie va in onda dal 27 luglio 2017 su Rai 2.

## Episodi
| nº | Titolo originale           | Titolo italiano           | Prima TV Germania | Prima TV Italia |
| -- | -------------------------- | ------------------------- | ----------------- | --------------- |
| 1  | Das dritte Mädchen         | La terza donna            | 8 marzo 2014      | 27 luglio 2017  |
| 2  | Unter Kontrolle            | Sotto controllo           | 24 settembre 2014 | 27 luglio 2017  |
| 3  | Bis zum Anschlag           | Le ragioni della vendetta | 24 gennaio 2015   | 3 agosto 2017   |
| 4  | Der Pakt                   | Il patto                  | 7 novembre 2015   | 3 agosto 2017   |
| 5  | Gefahr im Verzug           | Pericolo imminente        | 5 marzo 2016      | 24 agosto 2017  |
| 6  | Die falsche Zeugin         | Una falsa testimonianza   | 26 novembre 2016  | 24 agosto 2017  |
| 7  | Gnadenlos                  | Senza pietà               | 28 gennaio 2017   | 13 luglio 2018  |
| 8  | Verlorene Mädchen          | Ragazze perdute           | 8 aprile 2017     | 13 luglio 2018  |
| 9  | Schatten der Vergangenheit | Ombre del passato         | 17 marzo 2018     | 20 luglio 2018  |
| 10 | Prager Botschaft           | 1386 giorni di vita       | 1º dicembre 2018  | 9 agosto 2021   |
| 11 | Nach dem Sturm             | Dopo la tempesta          | 9 febbraio 2019   | 16 agosto 2021  |
| 12 | Atemlos                    | Senza fiato               | 25 gennaio 2020   | 23 agosto 2021  |
| 13 | Kleine Freiheit            |                           | 24 ottobre 2020   |                 |
| 14 | Wer Gewalt sät             |                           | 6 marzo 2021      |                 |
| 15 | Die letzte Rettung         |                           | 4 settembre 2021  |                 |
| 16 | Das rote Tuch              |                           | 12 marzo 2022     |                 |
| 17 | Tödliches Vermächtnis      |                           | 11 febbraio 2023  |                 |
| 18 | Der kleine Bruder          |                           | 21 ottobre 2023   |                 |
| 19 | Todesmut                   |                           |                   |                 |
| 20 | Der deutsche Sizilianer    |                           |                   |                 |
| 21 | Mordsee                    |                           |                   |                 |